# Nordtjärnen, Bohuslän
Nordtjärnen är en sjö i Strömstads kommun i Bohuslän och ingår i Strömsån-Enningdalsälvens kustområde. Sjöns area är 0,006 kvadratkilometer och den befinner sig 95 meter över havet.